# 成道会
成道会（じょうどうえ）とは、釈迦の成道（悟りを開いた事）を記念して行われる法要（行事）のことである。日本独自の伝承では、釈迦は臘月（旧暦12月）の8日に成道したとされているので、成道会を臘八会（ろうはちえ）とも称し、この日に法要が行われる（中国撰述の史書では如月（旧暦2月）の8日に成道したとされる）。南伝仏教では、ウェーサク祭として、5月の満月の日に仏誕会、涅槃会と共に行われている。

## 臘八接心
禅宗の僧堂では、成道を記念して旧暦12月1日から8日にかけて昼夜を通して接心する修行が実施されている。この間は睡眠も結跏趺坐したまま執る。これは「臘八接心」（ろうはちせっしん/ろうはつせっしん）或いは「臘八大接心」（ろうはちおおぜっしん/ろうはつだいせっしん）と呼ばれる。